# Stora Röå
Stora Röå är ett naturreservat i Karlsborgs kommun i Västra Götalands län.
Området är skyddat sedan 1973 och är 98 hektar stort. Reservatet är beläget mellan Hjo och Karlsborg längs väg 195 och är bevuxet av barrskog. Det består i övrigt av mo-, sand- och grusavlagringar från en deltaliknande yta bildad av material som har transporterats med inlandsisen.